# Emblème des Comores
L'emblème des Comores comporte en son centre un croissant (lune croissante) chargé de quatre étoiles à cinq branches. Le croissant, un symbole traditionnel de l'Islam, et les étoiles font partie du drapeau national.
Derrière le croissant, on peut voir un soleil. Ces éléments sont entourés de la dénomination officielle du pays : « union des Comores » (anciennement, « république fédérale islamique des Comores »), en français et en arabe. 
Dans la partie extérieure, on peut voir deux rameaux de laurier et dans la partie inférieure, la devise nationale : « Unité - Solidarité - Développement ».

Emblème de l'État comorien (1975-1978)
Emblème de la république fédérale islamique des Comores (1978-2001), puis de l'union des Comores (2001-2016)
Emblème de l'union des Comores (depuis 2016)